# Каури (семейство)
Кау́ри, или ципреиды, или фарфоровые улитки (лат. Cypraeidae) — семейство морских брюхоногих моллюсков, обитающих в тёплых, преимущественно тропических морях, некоторые встречаются в Средиземном море. Насчитывается около 300 видов. Каури отличаются изобилием вариантов рисунка и расцветки.
Питаются водорослями. Прячутся в щели обломков мёртвых кораллов, зарываются в песок, а во время новолуний и полнолуний выползают оттуда и держатся на скалах. Некоторые виды семейства использовались в качестве денег и для инкрустации погребальных масок.

## Особенности морфологии раковины
Ципреи обладают своеобразными раковинами. Это привело к появлению специфических терминов, описывающих те или иные черты строения данных раковин. У раковин ципрей принято различать спинную (верхнюю), базовую (нижнюю) поверхности, а также базальный (боковой) край и срединную площадку.

## Раковины каури в качестве денег
Раковины Cypraea moneta и Cypraea annulus использовались в качестве валюты.
Впервые использовать каури в качестве денег стали в Китае 3500 лет назад. Со временем они были заменены медными монетами, но в провинции Юньнань каури в качестве средства оплаты сохранились до конца XIX века. Из Китая каури попали в Японию, Корею, Индию, Таиланд, Филиппины.
В Индии наибольшего распространения каури достигли в IV—VI веках и сохранились до середины XIX века. На Филиппинах они были заменены медными монетами только к 1800 году.
Почвой для быстрого распространения каури в Африке стало развитие работорговли в начале XVI века. Португальские, голландские и английские купцы скупали каури в Индии, а затем продавали их в Гвинее за двойную-тройную цену. Торговые операции с каури в то время на территории Центральной и Западной Африки достигали огромных масштабов.
В Азербайджане каури, в качестве денег, использовались до XVII века. В XII—XIV веках на Руси, в так называемый безмонетный период, каури также служили деньгами и носили название ужовок, жерновков, змеиных головок. Раковины каури часто находят при раскопках в Новгородских и Псковских землях в погребениях

## Подсемейства, трибы и роды
- Подсемейство Bernayinae
  - Триба Bernayini  Schilder, 1927 
    - † Bernaya
    - † Afrocypraea
    - Barycypraea
    - Zoila
- Подсемейство Cypraeinae  Rafinesque, 1815 
  - Триба Cypraeini
    - † Cypraeorbis
    - Siphocypraea
    - Cypraea  Rafinesque, 1815 

  - Триба Mauritiini  Steadman & Cotton, 1946 
    - Macrocypraea
    - Mauritia
- Подсемейство Erosariinae  Schilder, 1924 
  - Триба Staphylaeini
    - Staphylaea
    - Cryptocypraea

  - Триба Erosariini
    - Monetaria
    - Naria
- Подсемейство Erroneinae  Schilder, 1924 
  - Триба Erroneini  Schilder, 1927 
    - Austrasiatica
    - Palmulacypraea
    - Erronea
    - Purpuradusta
    - Ficadusta
    - Blasicrura

  - Триба Bistolidini  C. Meyer, 2003 
    - Bistolida
    - Cribrarula
    - Palmadusta
- Подсемейство Gisortiinae  Schilder, 1927 
  - † Gisortia
  - † Vicetia
  - † Palaeocypraea
  - † Archicypraea
  - † Mandolina
  - Proadusta
  - Nesiocypraea
  - Ipsa
  - Umbilia
- Подсемейство Luriinae  Schilder, 1932 
  - Триба Luriini  Schilder, 1932 
    - Luria
    - Talparia

  - Триба Austrocypraeini  Iredale, 1935 
    - † Miolyncina
    - Trona
    - Annepona
    - Chelycypraea
    - Austrocypraea
    - Arestorides
    - Lyncina
- Подсемейство Pustulariinae  Gill, 1871 
  - Триба Cypraeovulini  Schilder, 1927 
    - † Notoluponia
    - Notocypraea
    - Cypraeovula

  - Триба Pseudozonariini
    - Pseudozonaria
    - Neobernaya

  - Триба Pustulariini  Gill, 1871 
    - Pustularia

  - Триба Zonariini  Schilder, 1932 
    - † Zonarina
    - Schilderia
    - Zonaria